# Horyzont prognozy
Horyzont prognozy – przedział czasowy {\displaystyle (t_{0},t_{0}+k),} gdzie {\displaystyle t_{0}} to okres dla którego posiadamy ostatnie dane, a {\displaystyle k} jest tzw. długością horyzontu prognozy, określający okresy, dla których wyliczana jest prognoza. Zwykle im dłuższy horyzont prognozy, tym mniej dokładne przewidywania.
Maksymalny horyzont prognozy to najdłuższy horyzont prognozy, dla którego prognoza jest dopuszczalna, czyli jej błąd nie przekracza założonej wartości.